# Heinkel He 162
Heinkel He 162 Salamander (Саламандра) — німецький реактивний винищувач завершального етапу Другої світової війни. Найшвидший літак війни.

## Історія
He 162 був розроблений у рекордно короткий час. 8 вересня 1944 була підписана програма створення «Народного винищувача» (нім. Volksjäger), що передбачала створення легкого у пілотуванні, економічного у виробництві літака вагою до 2 т, з часом польоту понад 30 хв. і злітною смугою 500 м.

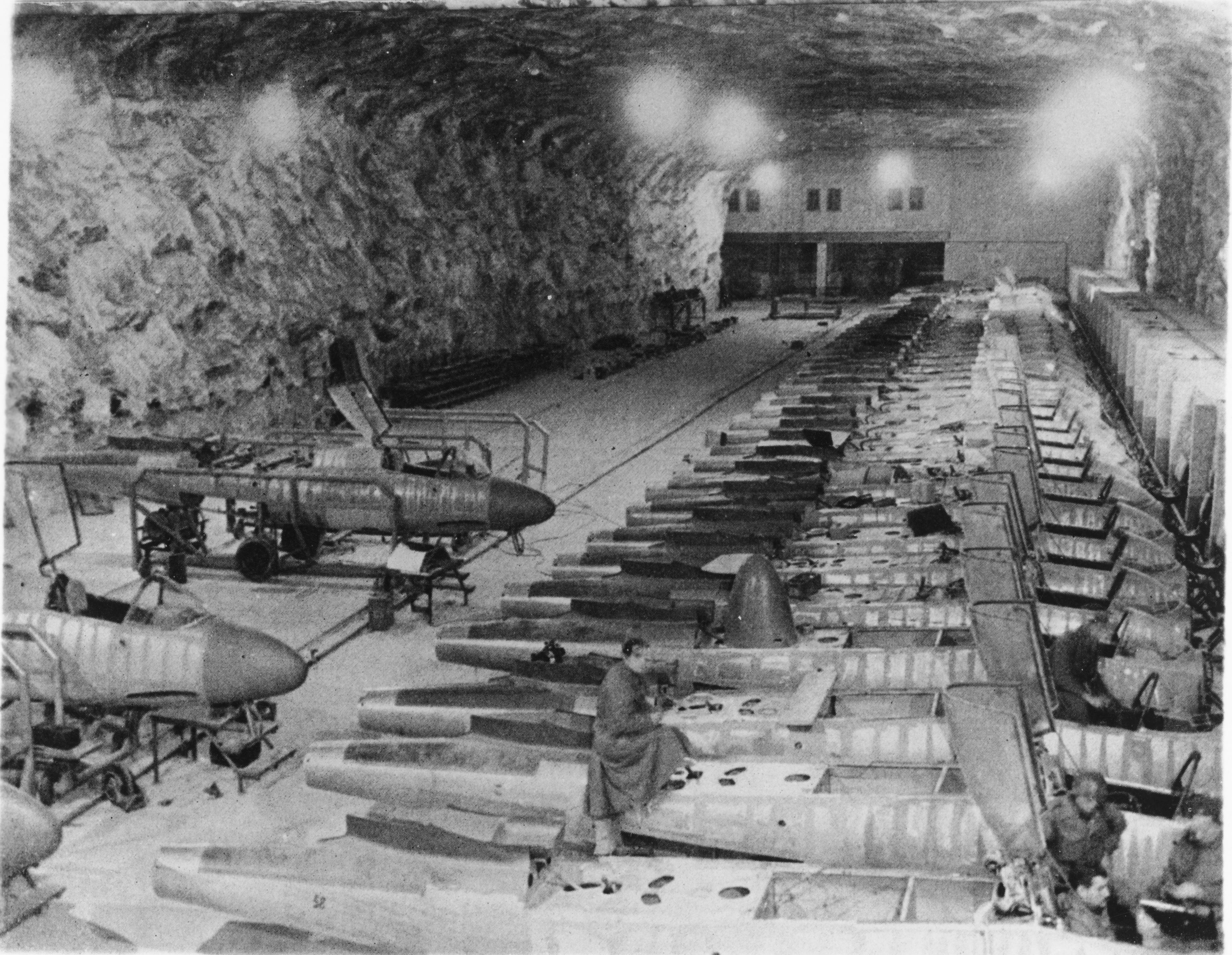
Виробництво He 162 на підземному заводі в Зеєгротте

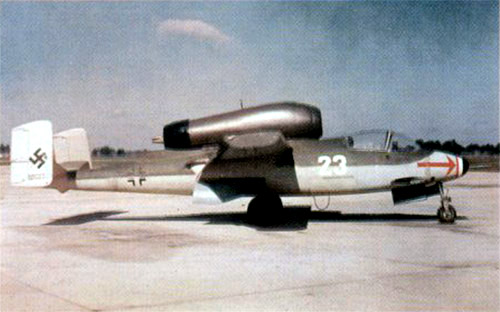
He 162. 1945

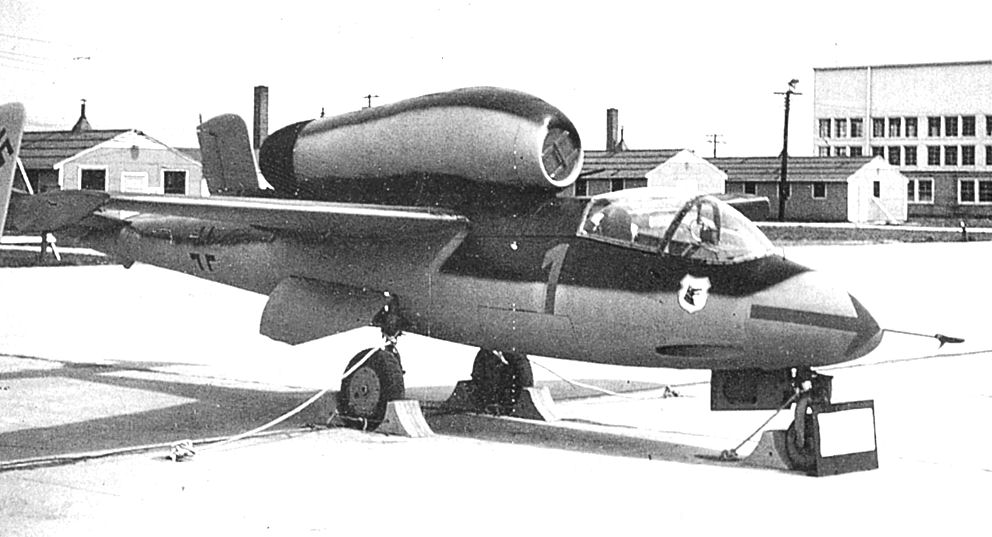
Трофейний He 162 у США. 1945

Проєкт Heinkel P 1073 отримав 15 вересня 1944 схвалення міністерства авіації, і через 69 днів 6 грудня 1944 у Відні відбувся перший політ He 162 з мотором BMW 003, де пілот капітан Петер Готтгольд розвинув швидкість понад 800 км/год. 10 грудня при черговому польоті він загинув через погане клеєння дерев'яних елементів крила. Через нестачу металу було введено для Heinkel He 162 Spatz (Горобець)обмеження швидкості 660 км/год до появи нового клею, при тому, що на висоті 4000 м була показана швидкість 960 км/год. Сидіння пілота отримало систему катапультування.
Для швидкого збирання літака крила частина корпусу збирались з дерева. Льотні характеристики, маневреність He 162 перевищували характеристики винищувачів союзників.
Озброєння складалось з 2×20-мм гармат MG 151/20 з боєкомплектом 120 набоїв. 26 квітня 1945 відбувся перший бойовий виліт He 162. Найбільшою проблемою став брак пілотів. Планеристів Гітлерюгенду після 10-годин тренування випускали у самостійні польоти. Тривалість польоту складала 40-50 хв., після чого без досвіду літак було неможливо посадити. Крім того, висока посадкова швидкість складала до 200 км/год. Втрати He 162 через малий досвід пілотів значно перевищили бойові (2 He 162 збиті P-51 Mustang). Пілотами Heinkel He 162 було збито 2 ворожих літака. На кінець війни союзники захопили 46 He 162.
Ще наприкінці 1944 було оголошено новий конкурс на винищувач. У ньому взяли участь Focke-Wulf Ta 183, Blohm & Voss P 212, Messerschmitt P.1110, Heinkel P. 1078, Junkers EF 128, який його виграв.

## Джерела

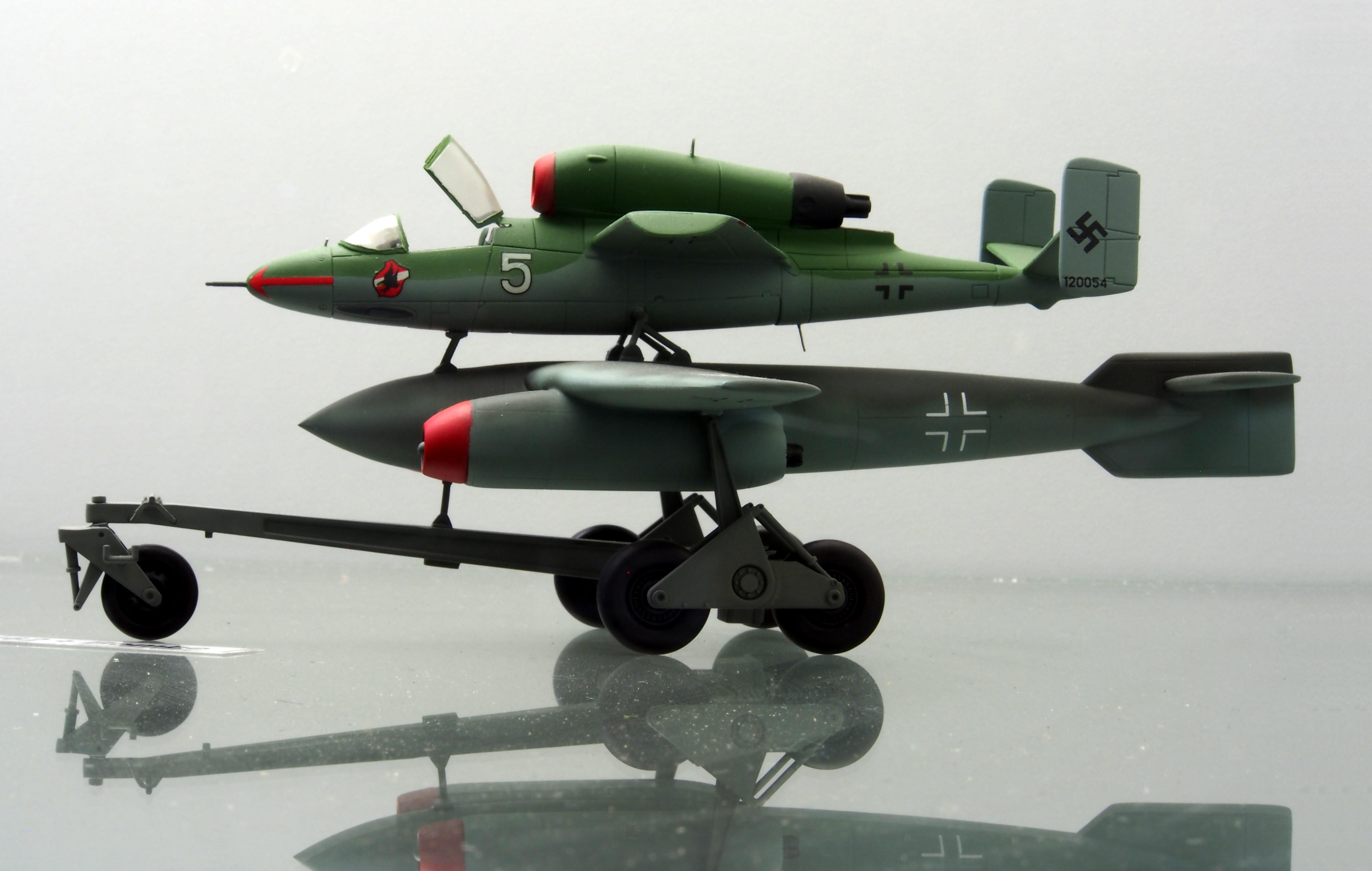
Heinkel He 162 з літаком-бомбою. Модель

Схема Heinkel He 162